# Caesars Entertainment Corporation
Caesars Entertainment Corporation, anteriormente conocido como Harrah's Entertainment, Inc., es un grupo empresarial con sede en la ciudad de Las Vegas, Nevada que posee y gestiona casinos, hoteles y 6 campos de golf bajo diferentes marcas comerciales. Así mismo, desde 2004 es la organizadora de las World Series of Poker.
Es el mayor operador de casinos del mundo, con una facturación anual cercana a los 7.110 millones de dólares. Su competidor más cercano, MGM Mirage, factura alrededor de 6.480 millones de dólares al año. El resto de competidores se alejan bastante de estas cifras.

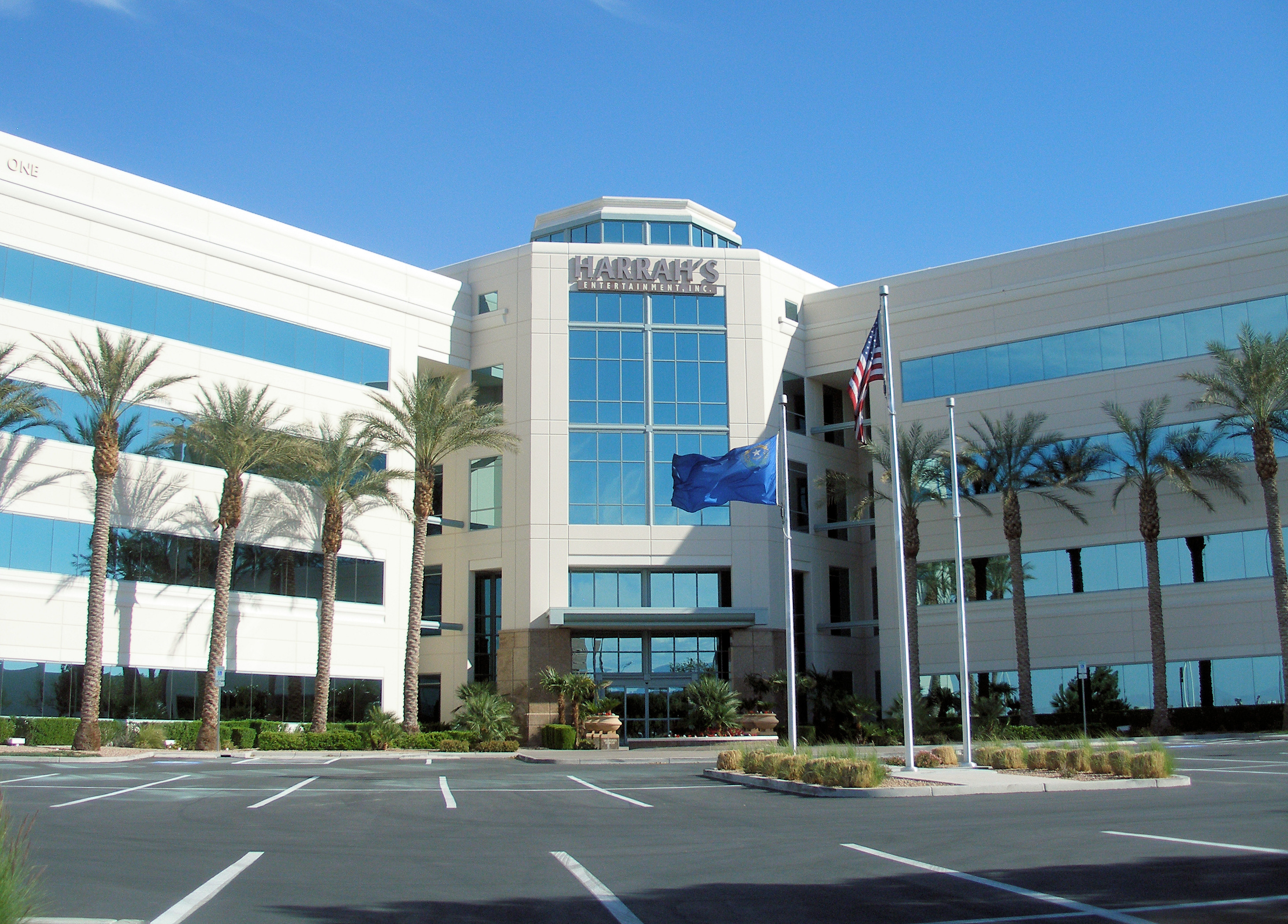
Harrah's Entertainment Inc. Antigua sede y oficinas corporativas actuales.

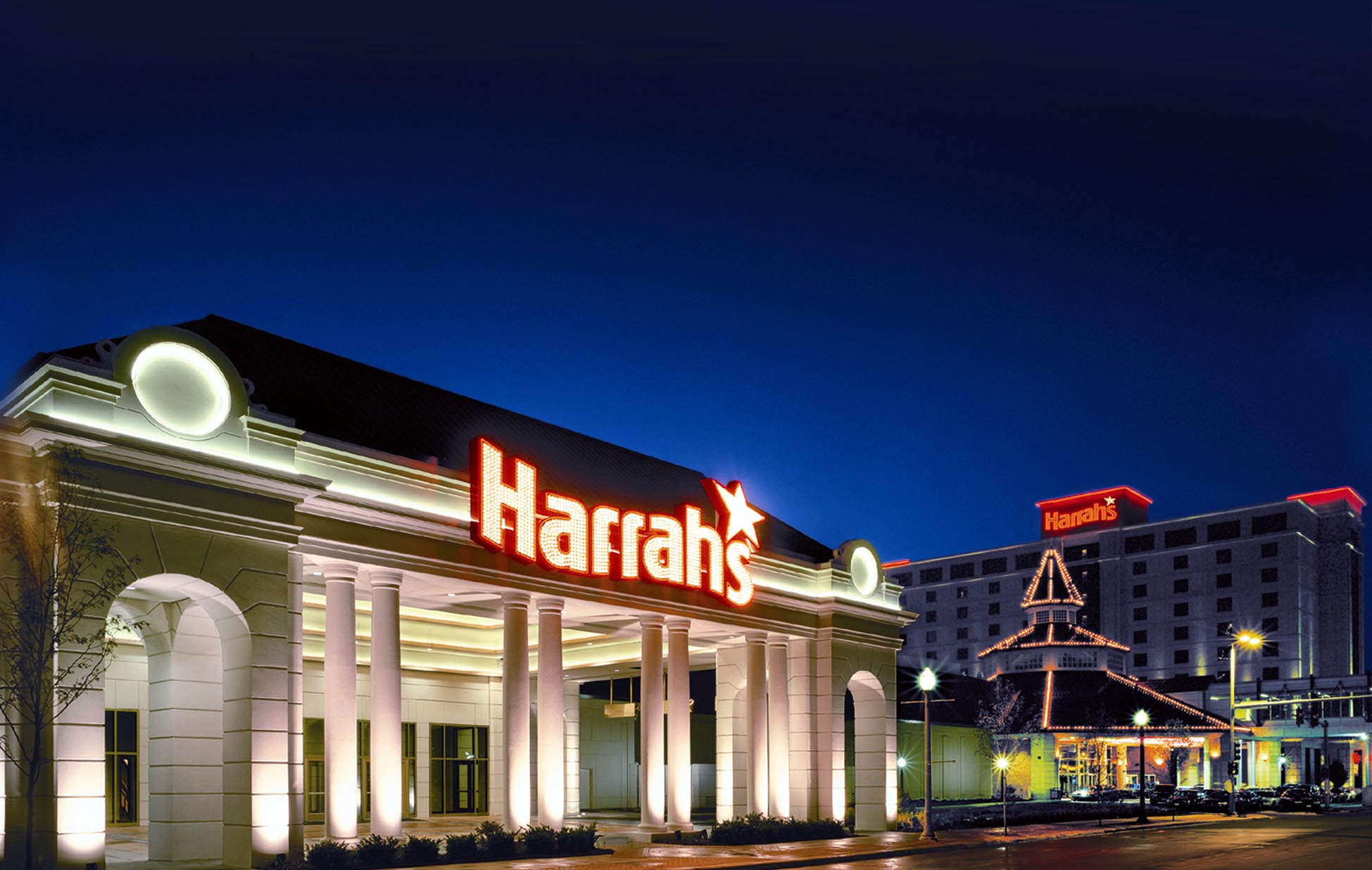
Edificios de Caesars Entertainment en Joliet (Illinois).

## Casinos

### Franquicia Bally's
- Bally's Atlantic City (Incluye Wild Wild West Casino & Claridge Towers)
- Bally's Las Vegas

Nota: Bally's Casino Tunica no es propiedad de Harrah's , ya que se vendió a Colony Capital como parte del trato de fusión del grupo Caesars Entertainment.

### Franquicia Caesars
- Caesars Atlantic City
- Caesars Indiana (será llamado Horseshoe)
- Caesars Palace Las Vegas
- Caesars Windsor (será rembombrado Casino Windsor en la primavera del 2008)

### Franquicia Grand Casino
- Grand Casino Biloxi (Destruido por el Huracán Katrina en el 2005, y reabierto a finales del 2006..) será llamado Margaritaville Casino and Resort.
- Grand Casino Tunica será llamado Harrah's Casino Tunica

El cambio de nombre de ambos casinos, eliminará la franquicia Grand Casino.

### Franquicia Harrah's
- Harrah's Ak-Chin Casino
- Harrah's Atlantic City
- Harrah's Cherokee
- Harrah's Chester
- Harrah's Council Bluffs
- Harrah's Joliet
- Harrah's Lake Tahoe
- Harrah's Las Vegas
- Harrah's Laughlin
- Harrah's Louisiana Downs
- Harrah's Metropolis
- Harrah's New Orleans
- Harrah's North Kansas City
- Harrah's Paris Las Vegas
- Harrah's Prairie Band
- Harrah's Reno
- Harrah's Rincon
- Harrah's St. Louis
- Grand Casino Tunica será llamado Harrah's Tunica

### Franquicia Horseshoe
- Horseshoe Gaming Holding Corporation
  - Horseshoe Bossier City
  - Horseshoe Council Bluffs
  - Horseshoe Hammond
  - Horseshoe Casino Tunica

### Otros nombres de casinos
- Bill's Casino Lake Tahoe
- Bill's Gamblin' Hall and Saloon, Las Vegas, Nevada
- Sheraton Hotel and Casino, Tunica, Misisipi
- Casino Windsor (Se llamará Caesars Windsor en la primavera del 2008)
- Conrad Resort and Casino, Punta Del Este, Uruguay
- Flamingo Las Vegas
- Imperial Palace
- O'Sheas Casino (operó como parte del Flamingo Las Vegas)
- Harveys Lake Tahoe
- Paris Las Vegas
- Rio All Suite Hotel and Casino Las Vegas
- Showboat Casino, Atlantic City
- London Clubs International, Reino Unido
- Margaritaville Casino and Resort, Biloxi, Misisipi

### Proyectos no desarrollados
- El Reino de Don Quijote

- Datos: Q892498
- Multimedia: Caesars Entertainment Corporation / Q892498